# Charles-Adrien Le Chapellier de Grandmaison
Charles Adrien Le Chapellier, seigneur de Grandmaison, né à Chartres le 31 août 1776 et mort à Unverre le 21 mars 1851, est un homme politique français.

## Biographie
De la famille de l'épouse du chancelier d'Aligre, Charles-Adrien Le Chapellier de Grandmaison est le fils de Michel Le Chappelier de La Varenne, seigneur des Grandes-Maisons, Painquet et autres lieux, écuyer fourrier des Logis de Madame la comtesse de Provence, conseiller du Roi et receveur des tailles et des finances de l'élection de Chartres, et de Charlotte Triballet du Gort.
Propriétaire, il est maire d'Unverre de 1813 à 1825 et conseiller général d'Eure-et-Loir de 1824 à 1830.
Il fut élu, le 15 février 1824, député du 2e arrondissement électoral de ce département (Nogent-le-Rotrou), par 267 voix (395 votants, 467 inscrits), contre 125 à M. Dalartre. Il ne prit jamais la parole à la Chambre, vota fidèlement selon les vœux des ministres, et ne fit pas partie d'autres législatures.
Il fut décoré de l'ordre de la Légion d'honneur en 1825.